# Teclado de Tabla Armónica

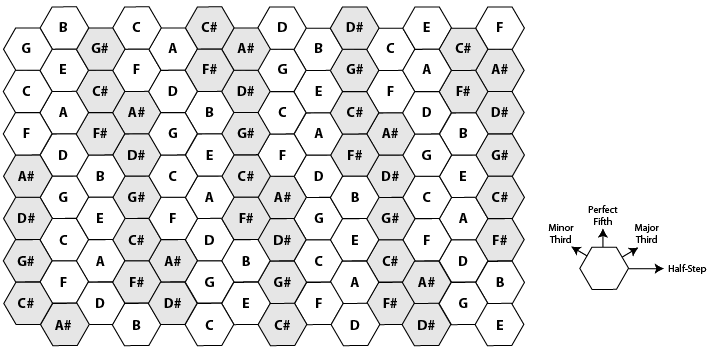
Tabla armónica.

El teclado de tabla armónica (también conocido como tabla melódica o teclado de tríadas) es una disposición de notas para instrumentos musicales en forma de red hexagonal (ó red de triángulos equiláteros o panal de abejas), el cual ofrece considerables diferencias conceptuales respecto de un teclado tradicional. 
Según las voces de inventores y entusiastas de este tipo de teclados, esta disposición resulta muy efectiva al momento de aprender, ejecutar y entender la teoría musical, así como para dar una nueva perspectiva a tareas de composición.
Adhiere a los principios de un teclado isomórfico y se lo suele emparentar con otros teclados de su tipo, tal como Wicki-Hayden.

## Historia
La estructura y propiedades de la tabla armónica es bien conocida desde al menos el siglo XVIII. En efecto, la tabla armónica es topológicamente equivalente a la definición de Tonnetz, descubrimiento hecho por el matemático Leonhard Euler en el año 1739. Esta disposición de notas es utilizada en la Teoría Neo-Riemanniana, nombrada así por Hugo Riemann (1849-1919), con la intención de modelar geométricamente sus ideas musicales.
El concepto de tabla armónica fue usado en una armónica a teclado llamada Harmonetta, inventada por Ernst Zacharias y manufacturada por Hohner desde principios de los años 1950s hasta mediados de los años 1970s.
La disposición moderna de este teclado fue propuesta en 1983 por el inventor Peter Davis. De hecho fue él quien acuñó el nombre de 'tabla melódica' para referirse a esta disposición de notas. Recién en los años 2000 fue renombrada como 'tabla armónica' por el primer fabricante en serie de estos teclados: C-Thru Music. Con el advenimiento de dispositivos de tabletas táctiles, existe en el mercado software de emulación de esta disposición, tal como la aplicación Musix.

## Características principales
A pesar de existir un gran número de disposiciones isomórficas de notas, la tabla armónica resulta especialmente inusual por la contigüidad de ciertos intervalos musicales según la orientación en la que se desplace por los diferentes ejes del teclado que determinan los hexágonos o notas. Así se tendrá en:
- el eje vertical: intervalos de siete semitonos o quintas perfectas.
- el eje diagonal ascendente: intervalos de cuatro semitonos (o tercera mayor, o cuarta disminuida).
- el eje diagonal descendente: intervalos de tres semitonos (o tercera menor, o segunda aumentada).
- el eje horizontal: intervalos de un semitono.

Excepto la octava, las notas que constituyen los acordes básicos (tónica-tercera mayor o menor-quinta perfecta) están ubicadas de forma contigua. De esta forma, cualquier tríada mayor o menor puede ser ejecutada utilizando un solo dedo. Con solo utilizar un segundo dedo se pueden ejecutar séptimas mayores o menores, novenas, etc. Ergonómicamente hablando, la tabla armónica tiene un formato excepcionalmente compacto, que permite ejecutar acordes complejos prácticamente sin cambiar la posición de la mano.

## Ventajas y desventajas
El instrumento tiene las siguientes ventajas respecto de un teclado tradicional:
| Ventaja                                             | Explicación |
| --------------------------------------------------- | --- |
| Facilidad para ejecutarlo                           | Solo se requiere aprender dos digitaciones para tocar en cualquier clave, en lugar de veinticuatro (doce para cada mano), como se necesita para un teclado estándar.                                                          |
| Rapidez en la ejecución                             | La distancia promedio que los dedos necesitan para moverse se reduce en un factor de 10 o más: - de centímetros a milímetros para una progresión de acordes I-IV-V7-I, - de decímetros a centímetros para moverse una octava. |
| Ejecución de intervalos más amplios con ambas manos | Un rango de dos octavas con la mano en posición normal usando cuatro dedos y hasta cinco octavas si se añade el dedo pulgar.                                                                                                  |
| Ejecución de más notas simultáneas                  | Esto se logra ya que es posible utilizar un mismo dedo para pulsar dos o más notas al mismo tiempo, algo que se potencia ante la posibilidad de hacer lo mismo con ambas manos.                                               |
| Ejecución de originales glissandos                  | Se puede efectuar glissandos de terceras mayores, terceras menores y de quintas perfectas. |

Asimismo, esta disposición presenta algunas desventajas con respecto al teclado tradicional:
- Las ubicaciones de las notas de la escala cromática no son contiguas (por ejemplo, no es posible hacer el glissando tradicional).
- La experiencia para principiantes es más compleja que en un teclado tradicional (por ejemplo, ejecutando solo las teclas blancas se tiene la escala de Do Mayor).
- No existe enseñanza formal ni método pedagógico para aprender a ejecutar esta disposición.
- No existen publicaciones referidas a los métodos de digitación.
- Los costos de las implementaciones de este tipo de teclados son considerablemente más altos.

## Ergonomía
Expertos en la materia afirman que este tipo de teclados permiten ejecuciones mucho más veloces que en un teclado normal. La máxima velocidad de ejecución posible se calcula como el log en base 2 (30% de teclas  más pequeñas / 1000% de disminución de distancia) redundando en un promedio de un 75% menos de tiempo para mover los dedos de una tecla a otra. Algunos principiantes afirman que de este modo se logra un nivel de ejecución eficiente en mucho menos tiempo.